# 巴黎宝贝
《巴黎宝贝》（英語：Perfect Baby），2011年在中国大陆上映的爱情片，导演王菁，主演邓超、珍·玛奇、伊能静等。

## 剧情
该片讲述一个中国富二代马小顺和法国美女情爱诗人艾玛之间的姐弟恋爱情故事。

## 主演
- 邓超 出演 马小顺
- 珍·玛奇 出演 艾玛
- 让-巴普提斯特·莫尼耶 出演 亚里克斯
- 刘宸希 出演 克莱尔
- 伊能静 出演 露丝
- 程前 出演 李
- 克莱曼斯·圣·皮瑞

## 制作
法国导演让·雅克·阿诺是该片的艺术顾问。
该片引爆“捐精”和“富二代”的话题争论。
该片被誉为邓超版本的“宝贝计划”。
该片一定程度展现了东方文明和西方文明之间沟通碰撞的侧影。
该片继承了欧洲电影的重视艺术的传统，拍摄了许多自然景物。
该片有法国式的浪漫情调和幽默效果。
2011年7月26日，该片制作方在北京举行“法兰西之吻征选启动仪式”，该片中的法国演员和10对中国情侣展示了法国式湿吻。
该片中有伊能静和邓超跳探戈的情节。

## 奖项
| 年份 | 奖项                     | 是否得奖 | 备注   |
| ---- | ------------------------ | -------- | ------ |
| 2011 | 第二届纽约中国电影节     | 提名     | [ 3 ]  |
| 2012 | 第十一届中国长春电影节   | 提名     | [ 11 ] |
| 2012 | 第四届英国万像国际电影节 | 提名     |        |